# Faro di Stavoren
Il faro di Stavoren è un faro in ghisa sull'IJsselmeer nel porto di Stavoren, nei Paesi Bassi. Alto 15,7 metri, fa parte di un complesso costituito da altri due fari, uno rosso e uno verde, posti sui due moli del porto.

## Storia
Tutto il complesso fu costruito nel 1884 su progetto probabilmente dell'architetto olandese Quirinus Harder.
Dal 1999 sono monumenti nazionali protetti (Rijksmonument).

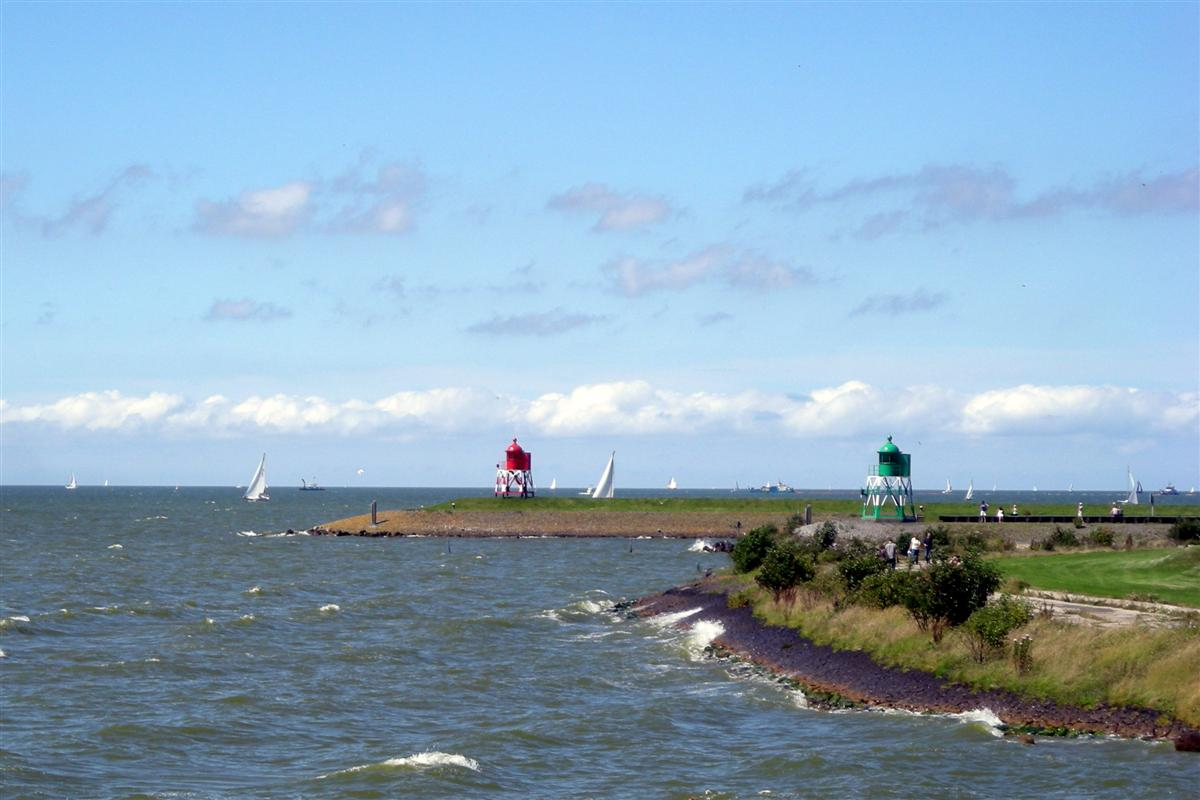
I due fari del porto di Stavoren